# Арсентьево (Рязанская область)
Арсентьево — деревня в Окском сельском поселении Рязанского района Рязанской области России.

## Расположение
Расположено 24,5 км на юг от Рязани.

## История
С 2005 года — в составе Вышетравинского сельского поселения, с 2017 года — в составе Окского сельского поселения.

## Население
| 2010 |
| ---- |
| 0    |